# Julian Eberhard
Pour les articles homonymes, voir Eberhard.
Julian Eberhard, né le 9 novembre 1986 à Saalfelden, est un biathlète autrichien. Rapide sur les skis, il a notamment remporté quatre manches de Coupe du monde, dont trois en sprint et notamment une médaille de bronze sur la mass-start des Championnats du monde 2019.

## Biographie
Son frère Tobias est aussi un biathlète actif au niveau international.
Membre du club de Saalfelden, il fait ses débuts internationaux en 2005, où il prend part aux Championnats du monde jeunesse. Lors de la saison suivante, il signe ses premiers podiums dans la Coupe d'Europe junior à Gurnigel.
Il est appelé pour la première fois dans la Coupe du monde en fin d'année 2006 à Hochfilzen. Il obtient ses premiers points lors de la saison 2008-2009 à Hochfilzen aussi (36e du sprint) et son premier top 10 individuel en 2011 à Fort Kent. En 2012, il connaît pour la première fois le goût de la victoire au niveau sénior en remportant les deux sprint d'IBU Cup, disputés à Idre, puis gagne à Beitostølen. Ensuite, il fait son retour dans la Coupe du monde et y reste pour le reste de la saison.
En 2013, il est sélectionné pour ses premiers championnats du monde à Nové Město (66e du sprint). L'hiver suivant, cependant, ses résultats ne lui suffisent pas pour être sélection dans l'équipe pour les Jeux olympiques de Sotchi.
Il réalise sa meilleure performance individuelle en 2015 avec une septième place sur le sprint d'Hochfilzen. Un mois plus tard, il se retrouve sur son premier podium en relais (3e à Ruhpolding).  
Le 18 mars 2016, Julian remporte sa première victoire lors du sprint de Khanty-Mansiïsk. Lors de la saison 2016-2017, il ajoute deux succès dans cette discipline à son palmarès à Oberhof et Pyeongchang, pour se classer deuxième du classement de la spécialité dans la Coupe du monde. Moins à l'aise dans les autres épreuves, il établit son meilleur classement général avec le sixième rang final. Aux Championnats du monde à Hochfilzen, il décroche la médaille de bronze sur le relais avec Daniel Mesotitsch, Dominik Landertinger et Simon Eder, tandis qu'il signe ses premiers top dix dans des mondiaux en individuel (7e du sprint et 8e de la poursuite).
En 2018, il arrive sans podium individuel cette saison, aux Jeux olympiques de Pyeongchang, où il reste au pied du podium (quatrième) sur le sprint, à une seconde du médaillé de bronze Dominik Windisch et sur le relais. Il ajoute une sixième place sur la mass-start à sa collection.
Il devance le Français Martin Fourcade pour remporter la mass-start de Kontiolahti, sa première victoire dans cette épreuve, le dimanche 11 mars 2018.
En janvier 2019, à l'occasion de la mass-start de Ruhpolding, il est tout proche d'une cinquième victoire en Coupe du monde, s'inclinant au sprint devant le leader du biathlon mondial Johannes Thingnes Bø.
Il doit se contenter d'un podium en relais lors de l'hiver 2019-2020. Il sort même du top vingt mondial la saison suivante, où il ne se qualifie même pas pour la poursuite sur les Championnats du monde de Pokljuka (67e du sprint).
Des suites d'un accident lors de la première étape d'Östersund, Eberhard décide d'arrêter sa saison 2021-2022 après l'étape de Ruhpolding en janvier. Il annonce finalement sa retraite le 22 avril 2022 sur un post Instagram.

## Palmarès

### Jeux olympiques
| Épreuve / Édition                | Individuel | Sprint | Poursuite | Mass start | Relais | Relais mixte |
| Jeux olympiques 2018 Pyeongchang | 17e        | 4e     | 15e       | 6e         | 4e     | 10e          |

### Championnats du monde
| Mondiaux \ Épreuve      | Individuel | Sprint | Poursuite | Mass start                | Relais                    | Relais mixte |
| 2013 Nové Město         | —          | 66e    | —         | —                         | —                         | 16e          |
| 2015 Kontiolahti        | —          | 44e    | 37e       | —                         | —                         | —            |
| 2016 Holmenkollen       | 58e        | 36e    | 26e       | —                         | 4e                        | —            |
| 2017 Hochfilzen         | 14e        | 7e     | 8e        | 19e                       | Médaille de bronze, monde | —            |
| 2019 Östersund          | 41e        | 16e    | 19e       | Médaille de bronze, monde | 8e                        | —            |
| 2020 Antholz-Anterselva | DNF        | 26e    | 14e       | 9e                        | 6e                        | —            |
| 2021 Pokljuka           | 34e        | 67e    | —         | —                         | 10e                       | —            |

### Coupe du monde
- Meilleur classement général : 6e en 2017.
- 14 podiums :
  - 8 podiums individuels : 4 victoires, 2 deuxièmes places, 2 troisièmes places ;
  - 6 podiums en relais : 2 deuxièmes places, 4 troisièmes places.
  - 1 podium en relais mixte simple : 1 deuxième place.

 Dernière mise à jour le 18 janvier 2020

#### Détail des victoires
| Saison    | Sprint              | Poursuite | Individuel | Mass start  | Total |
| 2015-2016 | Khanty-Mansiïsk     |           |            |             | 1     |
| 2016-2017 | Oberhof Pyeongchang |           |            |             | 2     |
| 2017-2018 |                     |           |            | Kontiolahti | 1     |
| Total     | 3                   | 0         | 0          | 1           | 4     |

 Dernière mise à jour le 11 mars 2018 

#### Détail des classements
| Saison    | Classement général final | Classement de l'individuel | Classement du sprint | Classement de la poursuite | Classement de la mass start |
| 2006-2007 | nc                       |                            | nc                   | nc                         |                             |
| 2007-2008 | nc                       |                            | nc                   | nc                         |                             |
| 2008-2009 | 88e                      | nc                         | 75e                  | nc                         |                             |
| 2009-2010 | 114e                     | 77e                        |                      |                            |                             |
| 2010-2011 | 47e                      |                            | 43e                  | 39e                        | 54e                         |
| 2011-2012 | nc                       |                            | nc                   |                            |                             |
| 2012-2013 | 40e                      | nc                         | 44e                  | 31e                        | 41e                         |
| 2013-2014 | 65e                      | nc                         | 85e                  | 50e                        |                             |
| 2014-2015 | 47e                      | nc                         | 50e                  | 38e                        | 38e                         |
| 2015-2016 | 24e                      | nc                         | 8e                   | 22e                        | 35e                         |
| 2016-2017 | 6e                       | 21e                        | 2e                   | 7e                         | 17e                         |
| 2017-2018 | 16e                      | 12e                        | 11e                  | 18e                        | 17e                         |
| 2018-2019 | 9e                       | 51e                        | 8e                   | 11e                        | 4e                          |
| 2019-2020 | 20e                      | 46e                        | 18e                  | 17e                        | 19e                         |
| 2020-2021 | 43e                      | 49e                        | 40e                  | 48e                        | 48e                         |

#### Statistiques au tir
| Saison    | Tir couché | Tir couché  | Tir debout | Tir debout  |
| Saison    | Nombre     | Pourcentage | Nombre     | Pourcentage |
| --------- | ---------- | ----------- | ---------- | ----------- |
| 2013-2014 | 51/80      | 63 %        | 57/80      | 71 %        |
| 2014-2015 | 111/150    | 74 %        | 110/154    | 71 %        |
| 2015-2016 | 173/236    | 73 %        | 152/238    | 63 %        |
| 2016-2017 | 169/223    | 76 %        | 177/222    | 80 %        |

 Dernière mise à jour le 19 mars 2017 

### IBU Cup
- 6 podiums individuels, dont 4 victoires.